# Queer (pel·lícula)
Queer és una pel·lícula de drama romàntic del 2024 dirigida per Luca Guadagnino a partir d'un guió de Justin Kuritzkes, basada en la novel·la de 1985 de William S. Burroughs. Ambientada a la ciutat de Mèxic de la dècada del 1950, la pel·lícula segueix un expatriat estatunidenc marginat (Daniel Craig) que s'enamora d'un home molt més jove (Drew Starkey); Jason Schwartzman, Henry Zaga, Omar Apollo i Lesley Manville també la protagonitzen. S'ha subtitulat al català.
El film es va estrenar al 81è Festival Internacional de Cinema de Venècia el 3 de setembre de 2024, on va competir pel Lleó d'Or. Es va estrenar en una selecció de cinemes dels Estats Units el 27 de novembre, a càrrec d'A24, i va arribar a tot el país el 13 de desembre. La pel·lícula ha rebut crítiques generalment positives i va ser nomenada una de les deu millors pel·lícules del 2024 pel National Board of Review, on Craig va rebre el premi al millor actor. Craig també va ser nominat al Globus d'Or, al Premi de la Crítica Cinematogràfica i al premi del Sindicat d'Actors de Cinema per la seva interpretació.